# Ferrari F12tdf
El Ferrari F12tdf es un automóvil superdeportivo producido por el fabricante italiano Ferrari, que ejemplifica la capacidad de innovación, esencia del ADN Ferrari en diferentes áreas como motor, aerodinámica y dinámica del vehículo. El resultado de la nueva berlinetta en términos de aceleración, manejabilidad y agilidad es asombrosamente único.

## Rendimiento
Cuenta con motor V12 a 65° atmosférico que produce 780 CV (574 kilovatios) (+40 CV (29 kilovatios)) a 8.500 rpm y 705 Nm de par motor a 6.750 rpm, con un 80% disponible desde las 2.500 rpm, y un régimen de revoluciones limitado hasta las 8.900 rpm con 6262 cc. Ferrari afirma que este deportivo utilizaría soluciones, como válvulas de admisión variable y tapas mecánicas, utilizadas en sus Fórmula 1. De la cual sólo se producirán 799 unidades. Como homenaje al legado de la marca en la competición, las siglas tdf simbolizan el Tour de Francia Automovilístico, ya que el Ferrari 250 GT Berlinetta de 1956 fue campeón en cuatro ediciones consecutivas, la carrera de resistencia dominada por el Cavallino Rampante en los años cincuenta y sesenta. El Ferrari F12tdf también contará con una versión mejorada de su cambio deportivo F1 DCT con engranajes un 6% más cortos, cambios de marcha un 30% más rápidos y hasta un 40% más rápidos en reducciones. El Ferrari F12tdf acelera de 0 a 100 km/h (62 millas por hora) en 2.9 segundos, de 0 a 200 km/h (124 millas por hora) en 7.9 segundos y su vuelta rápida a Fiorano la realiza en 1’21”. Con ese tiempo, sería más rápido que un 458 Speciale y que el nuevo 488 GTB.
Ferrari también ha trabajado intensificando el uso de fibra de carbono, eliminando la guantera, sustituyendo los tapizados de piel por alcantara, o incluso empleando aluminio desnudo, sin alfombrillas, para conseguir que su peso en vacío se quede en sólo 1415 kg (3120 libras).
El modelo pierde 110 kg (243 libras) de peso (1415 kg (3120 libras) en vacío) gracias al rediseño de diversos elementos y al uso de fibra de carbono tanto en el exterior como en el habitáculo, aunque quizá uno de los detalles más interesantes es que este F12tdf incorpora un sistema de eje trasero direccional, que según la marca busca reducir el subviraje, y ahora se beneficia de un 87% más de carga aerodinámica (230 kg (507 libras) a 200 km/h (124 millas por hora)). Los neumáticos delanteros, por su parte, ahora son más anchos: 275 frente a los 255 del F12 normal.

## Diseño

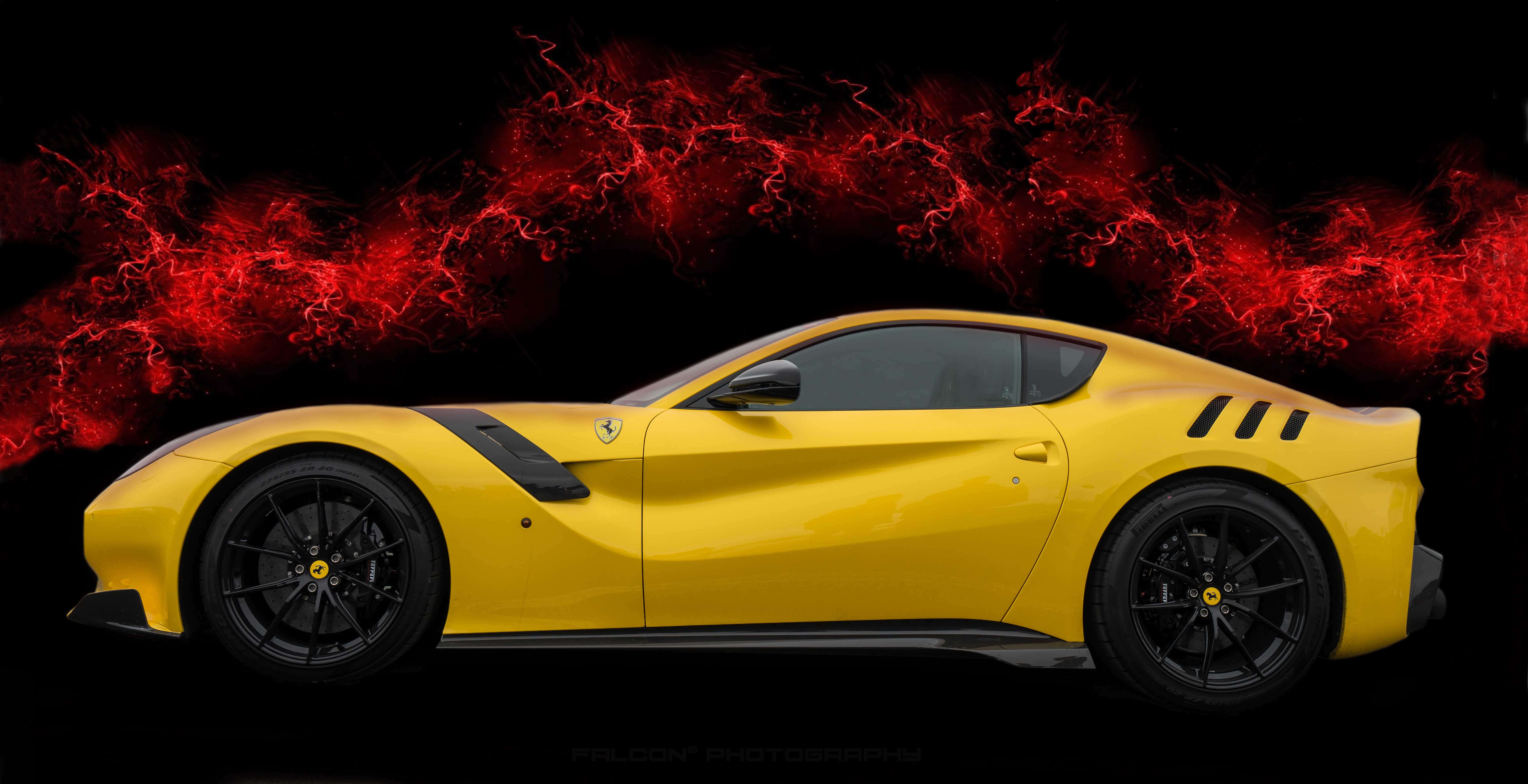
Vista lateral del F12tdf

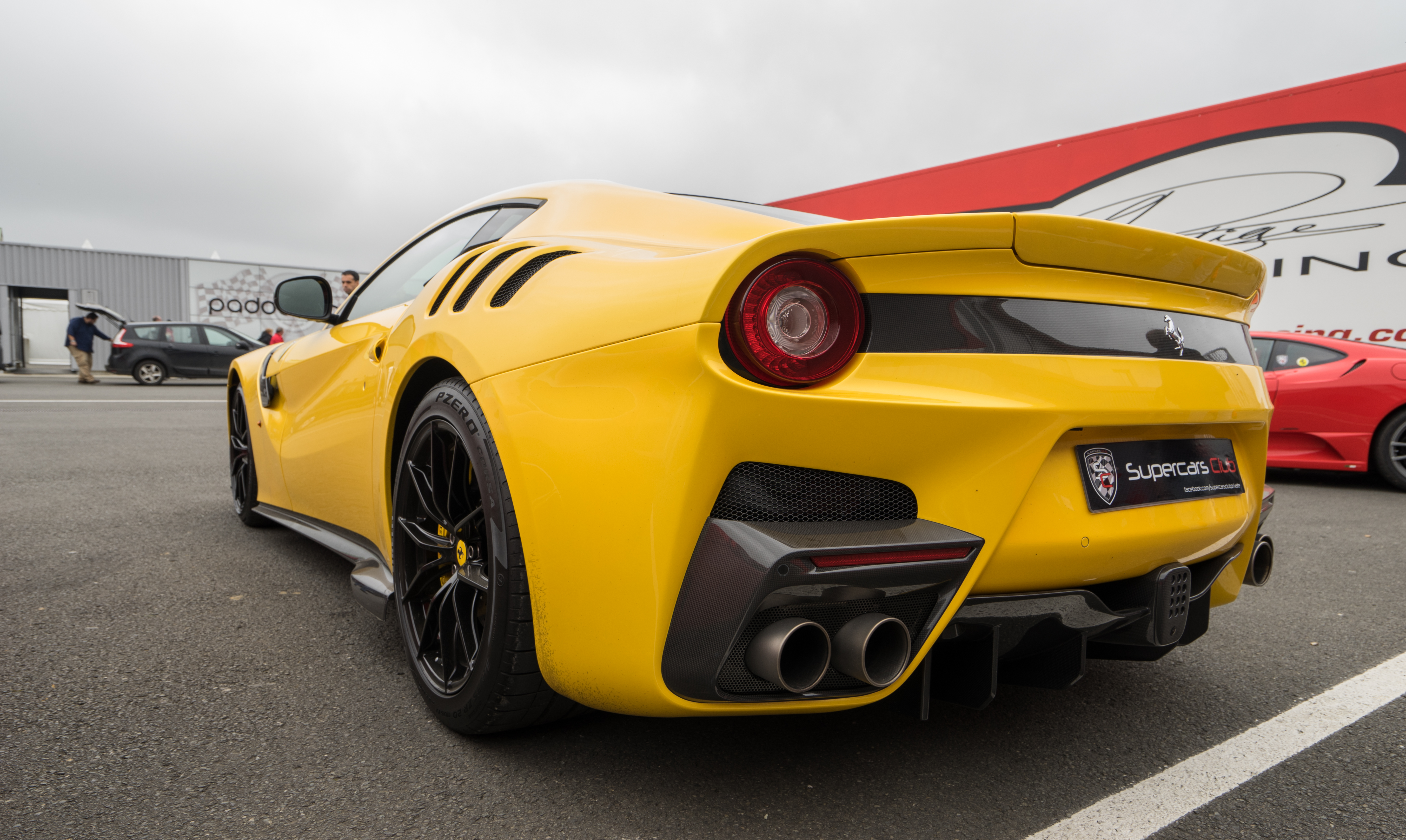
Vista trasera del F12tdf

El Ferrari F12tdf conserva su carrocería de berlinetta, con un chasis mejorado con soluciones muy diversas. Ferrari ha optado por llantas delanteras que pasan de una anchura de 255 a 275. También se ha aumentado la anchura de la vía delantera, mientras que en el tren trasero se ha empleado una tecnología de eje trasero direccional que Ferrari denomina como Virtual Short Wheelbase. Esencialmente se basa en aportar algo de giro al eje trasero para conseguir que, virtualmente, la batalla parezca acortarse para ofrecer mayor agilidad y rapidez en reacciones, como en cambios de dirección rápidos.
El Ferrari F12tdf también ha mejorado significativamente, alcanzando una carga de 230 kg (507 libras) a 200 km/h (124 millas por hora), siendo 107 kg (236 libras) más que los que ofrece un Ferrari F12berlinetta. Se han revisado las defensas, las aletas, los separadores, el suelo plano del vehículo, los alerones y las rejillas, aportándole un aspecto más radical a este superdeportivo, pero sobre todo mejorando su rendimiento aerodinámico. La prueba más evidente de ello es la evolución del Aerobridge, diseño que se ve resaltado por el uso de fibra de carbono. También se ha estrenado un nuevo difusor trasero y un spoiler 60 mm (2,4 pulgadas) más largo y 30 mm (1,2 pulgadas) más alto, para generar una mayor carga aerodinámica en la zaga. Detalles que junto con sus nuevas branquias, aportan aún más carga aerodinámica.
En el interior La contundente deportividad del coche se expresa con el mismo grado de pureza en una cabina intencionadamente espartana. El efecto envolvente en torno a la posición de conducción se intensifica con el uso de fibra de carbono para los instrumentos y mandos. Los paneles de las puertas han sido es esculpidos en una única lámina de fibra de carbono, mientras que la guantera ha desaparecido siendo sustituido por un acolchado para las rodillas. El alcantara ha sido utilizada en lugar del tradicional cuero en el acabado interior, junto con tejido técnico para los asientos y aluminio impreso en lugar de alfombrillas de suelo, todo ello con el objetivo de aligerar el peso al máximo. Tiene un rediseño radical de carrocería, interior, motor, transmisión y caja de cambios
A nivel estético, además de una trabajada aerodinámica o una apariencia más ancha, este F12tdf incorpora un spoiler 6 cm (2,4 pulgadas) más largo y 3 cm (1,2 pulgadas) más alto, así como un difusor digno de competición, con flaps activos y varias de tomas de aire y ventilación. En el habitáculo hay mucha fibra de carbono (incluso en los paneles de las puertas), tapicería de tela, inserciones de alcántara, molduras de aluminio en lugar de alfombrillas.